# Arash (Ngorongoro)
Arash ist ein Verwaltungsbezirk (Ward) des Distrikts Ngorongoro in der tansanischen Region Arusha.

## Geografie
Arash liegt im Norden von Tansania etwa 150 Kilometer nordwestlich der Regionshauptstadt Arusha. Der tiefste Punkt liegt im Westen und bei etwa 1700 Meter über dem Meer, nach Osten wird das Land gebirgig und steigt auf über 2000 Meter an.
Der Bezirk grenzt im Norden an Maalon, im Osten an Malambo, im Süden an Piyaya und im Westen an den Distrikt Serengeti der Region Mara. Er hat eine Fläche von 1054 Quadratkilometern. Bei der Volkszählung 2022 lebten hier 14.024 Menschen in 2951 Haushalten.

## Gliederung
Arash besteht aus vier Gemeinden (Mtaa) mit 21 Orten (Kitongoji):
| Arash - Engutoto - Engorika - Arash - Losekenja - Lamnyan A | Ormanie - Ormanie - Lokia - Oltepesi | Mbuken - Mbuken - Osukumwa - Esunguroi | Olalaa - Olalaa - Lamnyani B - Naisongoyon - Ngariapus - Ormanie - Oltebes - Oiti - Engereyan - Mbuken - Osukunwa |

## Wirtschaft und Infrastruktur
- Gesundheit: In Arash gibt es eine private Apotheke, die auch kleine chirurgische Eingriffe vornimmt.[8]
- Bildung: Die Arash Secondary School ist eine staatliche weiterführende Schule, die Burschen und Mädchen bis zur 4. Stufe ausbildet.[9]